# زورق دفورا
زورق الدورية السريع فئة دفورا (بالعبرية: דבורה، نحلة) هو فئة من زوارق الدورية السريعة التي بنتها شركة صناعات الفضاء الإسرائيلية لصالح البحرية الإسرائيلية استناداً إلى فئة دابور الإسرائيلية.

## التاريخ العملي

### سريلانكا
أصبحت فئة دفورا حصان عمل البحرية السريلانكية [الإنجليزية] التي نشرتها منذ منتصف الثمانينيات لمواجهة عمليات نمور تحرير التاميل-إيلام في البحر. صُنعت زوارق دفورا في سريلانكا منذ ذلك الحين، وكانت الأساس لزوارق الدورية السريعة الأكثر تقدماً من فئة كولومبو [الإنجليزية] التي بنتها شركة أحواض كولومبو المحدودة [الإنجليزية] والتي تستخدمها أساطيل جنوب آسيا لمكافحة الإرهاب.

### تايوان
تستخدم القوات البحرية لجمهورية الصين (البحرية التايوانية) فئة دفورا كزوارق صاروخية هجومية سريعة، حيث اشترت زورقين واستخدمتهما كأساس لزوارق الصواريخ فئة هاي أو المتطابقة تقريباً والمصنوعة محلياً (تضم فئة هاي أو ثلاثة مهاوي دفع بينما تضم زوارق دفورا اثنين)، وقد بُني 50 زورق من هذه الفئة. كلا الفئتين، كونهما أحد الأسلحة المضادة للسفن، مسلحة بصاروخين إضافيين من طراز هسيونغ فنغ 1 [الإنجليزية] المضاد للسفن وهو في خدمة البحرية التايوانية منذ نهاية السبعينات.

## المستخدمون
إسرائيل
- سلاح البحرية الإسرائيلي - 9 زوارق (كانوا 10 في البداية في الخدمة، خرج زورق من الخدمة بعد اصطدامه بمياه ضحلة صخرية)

 سريلانكا
- البحرية السريلانكية - 4 زوارق (حصلت على 2 في 1984 و4 في 1986؛ 3 غرقت في 1993 و1995 و1996).[1]

 جمهورية الصين
- بحرية جمهورية الصين - حصلت على نسختين أصليتين من طراز دفورا في الثمانينيات و48 نسخة محلية متغيرة من فئة هاي 1 (النورس)، تقاعدت بدءاً من 1999 إلى 2012 (استُبدلت بعدد 30 زورق صواريخ من فئة كوانغ هوا 6 [الإنجليزية])؛ 26 زورق لا يزال في الخدمة مع 6 زوارق مُنحت لغامبيا وباراغواي.

 غامبيا
- استلمت أربع زوارق (كانت تخدم في البحرية التايوانية سابقاً باسم: «FABG-7» و«FABG-11» و«FABG-29» و«FABG-32») من تايوان في 2009 كزوارق دورية حربية. وكانت الزوارق الأربعة ستُمنح في البداية لجمهورية ملاوي في 2008.

 باراغواي
- استلمت زورقان (كانت تخدم في البحرية التايوانية سابقاً باسم: «FABG-1» و«FABG-2») من تايوان في 1994 كزوارق دورية حربية.